# Дирутенийтригерманий
Дирутѐнийтригерма́ний — бинарное неорганическое соединение, интерметаллид
германия и рутения
с формулой Ge3Ru2,
кристаллы.

## Получение
- Сплавление стехиометрических количеств чистых веществ:

{\displaystyle {\mathsf {3Ge+2Ru\ {\xrightarrow {1460^{o}C}}\ Ge_{3}Ru_{2}}}}

## Физические свойства
Дирутенийтригерманий образует кристаллы нескольких модификаций:
- ромбическая сингония, пространственная группа P bcn, параметры ячейки a = 1,1436 нм, b = 0,9238 нм, c = 0,5718 нм, Z = 8, структура типа трисилицида дирутения Ru2Si3;
- тетрагональная сингония, пространственная группа P 4c2, параметры ячейки a = 0,5739 нм, c = 0,9952 нм, Z = 16, структура типа тристаннида дирутения Ru2Sn3 [1][2][3][4][5].

Соединение образуется по перитектической реакции при температуре 1460°C (или конгруэнтно плавится при температуре 1551°C).